# Еліна Пог'янпяа

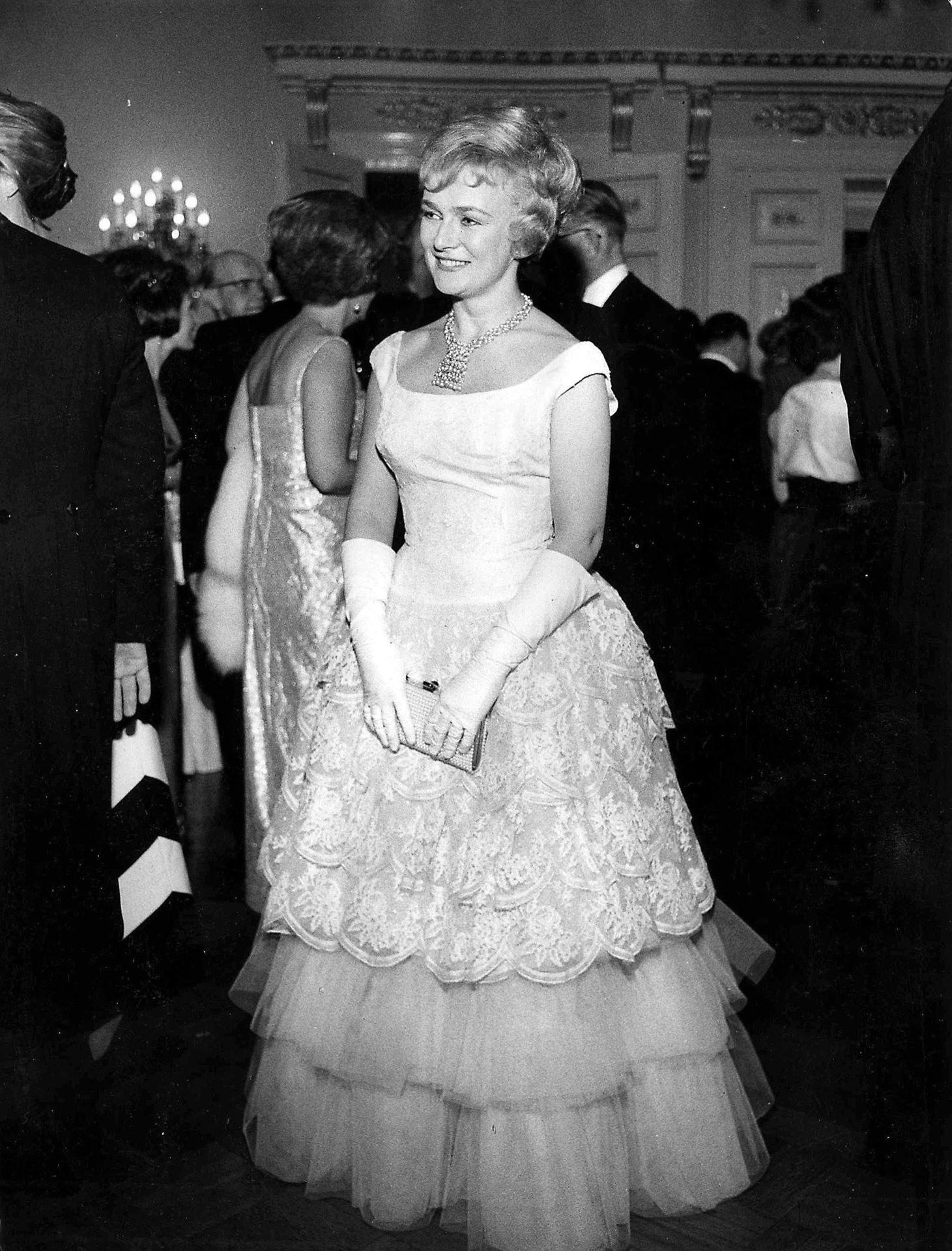
Еліна Пог'янпяа на прийомі до Дня незалежності, 1965

Еліна Пожанпяа (8 квітня 1933, Гельсінкі — 13 січня 1996) — фінська акторка. Її театральна кар'єра тривала 40 років. Крім того, Еліна Пог'янпяа з'явилася у кількох фільмах таких фінських режисерів, як Ільмарі Унго, Аарн Таркас та Матті Кассіла.

## У театрі
Кар'єра Пог'янпяа почалася в міському театрі Котки у 1952 році, де вона познайомилася зі своїм майбутнім чоловіком Пентті Сіаймсом. Вони одружилися в 1956. Їхній шлюб тривав до смерті Пог'янпяа. Після року, проведеного в Котці, Пог'янпяа почала працювати в Гельсінському міському театрі, де залишилася на все життя.

## Фільми
Еліні Пог'янпяа було 17 років, коли вона знялася вперше у фільмі «Amor hoi!» (1950).
Свою першу головну роль Еліна отримала через рік у кінострічці «Kuisma ja Helinä» (1951). Загалом Пог'янпяа знялася у 29-ти фільмах. Її та Пентті Сіймса можна було побачили разом у таких фільмах, як Tyttö lähtee kasarmiin (1956) та «Rakas varkaani» (1957). Їхнє весілля в реальному житті було показане у фільмі «Rakas varkaani», що став єдиним фільмом, де їх побачили закоханими.

## Вибрана фільмографія
- Amor hoi! (1950)
- Kuisma ja Helinä (1951)
- Mother or Woman[en] (1953)
- Isän vanha ja uusi (1955)
- Juha (1956)
- Komisario Palmun erehdys[en] (1960)
- Elokuva jalostavasta rakkaudesta (1967)
- Niskavuori (1984)
- Tie naisen sydämeen (1996)